# Nazionale maschile under 21 di calcio della Georgia
La Nazionale di calcio georgiana Under-21 (საქართველოს 21 წლამდე ფეხბურთელთა ნაკრები) è la rappresentativa calcistica Under-21 della Georgia ed è posta sotto l'egida della Sakartvelos Pekhburtis Pederatsis. È nata dopo la scissione dell'URSS in 15 repubbliche e la successiva divisione della Comunità degli Stati Indipendenti. Partecipa al campionato europeo di categoria, che si tiene ogni due anni.

## Partecipazioni ai tornei internazionali

### Europeo U-21
Fino al 1991 la Georgia non aveva una propria nazionale in quanto lo stato georgiano era inglobato nell'Unione Sovietica. Esisteva, quindi, un'unica nazionale che rappresentava tutta l'Unione Sovietica. Dopo la dissoluzione dell'Unione Sovietica ogni nazione creò la propria nazionale.
- 1996: Non qualificata
- 1998: Non qualificata
- 2000: Non qualificata
- 2002: Non qualificata
- 2004: Non qualificata
- 2006: Non qualificata
- 2007: Non qualificata
- 2009: Non qualificata
- 2011: Non qualificata
- 2013: Non qualificata
- 2015: Non qualificata
- 2017: Non qualificata
- 2019: Non qualificata
- 2021: Non qualificata
- 2023: Quarti di finale
- 2025: Primo turno

## Rose

### Europei
Campionato d'Europa Under-21 UEFA 20231 Mamardashvili, 2 K'ap'anadze, 3 Gelashvili, 4 K'alandadze, 5 Khvadagiani, 6 L. Gagnidze, 7 Davitashvili, 8 Mekvabishvili, 9 Guliashvili, 10 Moistsrapishvili, 11 Gagua, 12 Kalichava, 13 Gocholeishvili, 14 Sigua, 15 Sazonov, 16 Azarovi, 17 Khorkheli, 18 Mamageishvili, 19 Ts'it'aishvili, 20 N. Gagnidze, 21 Lominadze, 22 Jinjolava, 23 Kutaladze, CT: Svanadze
Campionato d'Europa Under-21 UEFA 20251 Makatsaria, 2 Odishvili, 3 Iakobidze, 4 Khvadagiani, 5 Osikmashvili, 6 Lominadze, 7 Odisharia, 8 O. Mamageishvili, 9 Kvernadze, 10 Gagnidze, 11 G. Mamageishvili, 12 Tandilashvili, 13 Mamatsashvili, 14 Bedoshvili, 15 Sazonov, 16 Azarovi, 17 Sigua, 18 Maisuradze, 19 Morchiladze, 20 Abuashvili, 21 Yegoian, 22 Gordeziani, 23 Kharatishvili, CT: Svanadze

## Rosa attuale
Lista dei 23 giocatori convocati per il Campionato europeo di calcio Under-21 del 2025 in Slovacchia.
Presenze e reti aggiornate al 5 giugno 2025.
| 1  | P | Mikheil Makatsaria  | 11 giugno 2004 (21 anni)   | 2  | 0 | Dinamo Tbilisi         |  |  |
| 12 | P | Levan Tandilashvili | 27 febbraio 2003 (22 anni) | 2  | 0 | Telavi                 |  |  |
| 23 | P | Luka Kharatishvili  | 13 gennaio 2003 (22 anni)  | 15 | 0 | Dinamo Batumi          |  |  |
|    |   |                     |                            |    |   |                        |  |  |
| 2  | D | Lado Odishvili      | 28 maggio 2003 (22 anni)   | 4  | 0 | Telavi                 |  |  |
| 3  | D | Irakli Iakobidze    | 15 gennaio 2002 (23 anni)  | 2  | 1 | Dinamo Tbilisi         |  |  |
| 4  | D | Saba Khvadagiani    | 30 gennaio 2003 (22 anni)  | 28 | 3 | Dinamo Tbilisi         |  |  |
| 13 | D | Saba Mamatsashvili  | 23 agosto 2002 (22 anni)   | 15 | 1 | Sirius                 |  |  |
| 15 | D | Saba Sazonov        | 01 febbraio 2002 (23 anni) | 10 | 1 | Empoli                 |  |  |
| 16 | D | Irak'li Azarovi     | 21 febbraio 2002 (23 anni) | 12 | 0 | Šachtar                |  |  |
| 18 | D | Giorgi Maisuradze   | 31 gennaio 2002 (23 anni)  | 16 | 0 | Polіssja Žytomyr       |  |  |
|    |   |                     |                            |    |   |                        |  |  |
| 5  | C | Levan Osikmashvili  | 20 aprile 2002 (23 anni)   | 13 | 0 | Hapoel Hadera          |  |  |
| 6  | C | Nodar Lominadze     | 04 aprile 2002 (23 anni)   | 18 | 3 | Dinamo Tbilisi         |  |  |
| 8  | C | Otar Mamageishvili  | 15 gennaio 2003 (22 anni)  | 21 | 3 | Famalicão              |  |  |
| 10 | C | Luk'a Gagnidze      | 28 febbraio 2003 (22 anni) | 22 | 1 | Kryl'ja Sovetov Samara |  |  |
| 17 | C | Gabriel Sigua       | 30 giugno 2005 (19 anni)   | 10 | 1 | Basilea                |  |  |
| 21 | C | Irakli Yegoian      | 19 marzo 2004 (21 anni)    | 10 | 0 | Vitesse                |  |  |
| 19 | C | Tornike Morchiladze | 10 gennaio 2002 (23 anni)  | 9  | 1 | Dinamo Tbilisi         |  |  |
|    |   |                     |                            |    |   |                        |  |  |
| 7  | A | Lasha Odisharia     | 23 ottobre 2002 (22 anni)  | 17 | 1 | RFS Riga               |  |  |
| 9  | A | Giorgi Kvernadze    | 7 febbraio 2003 (22 anni)  | 21 | 2 | Frosinone              |  |  |
| 11 | A | Gizo Mamageishvili  | 15 gennaio 2003 (22 anni)  | 12 | 2 | Iberia 1999            |  |  |
| 14 | A | Vakhtang Bedoshvili | 19 ottobre 2003 (21 anni)  | 1  | 0 | Gareji Sagarejo        |  |  |
| 20 | A | Giorgi Abuashvili   | 8 febbraio 2003 (22 anni)  | 16 | 2 | K'olkheti-1913 Poti    |  |  |
| 22 | A | Vasilios Gordeziani | 29 gennaio 2002 (23 anni)  | 12 | 2 | Sarajevo               |  |  |